# One Nation - Trance Nation
One Nation - Trance Nation är en sång av den nedlagda svenska trance-duon Earthbound. Den släpptes i oktober 1999 av Fluid Records, som den fjärde singeln från albumet Earthbound.

## Låtlista

### Fluid Records

#### CD-singel
| Nr           | Titel | Längd |
| ------------ | --- | ----- |
| 1.           | "One Nation - Trance Nation (Radio Edit)"                                                                  | 3:15  |
| 2.           | "One Nation - Trance Nation (Skynet vs Ground Zero Trancenation Rmx)" (Remix av Ground Zero och Skynet UK) | 8:34  |
| 3.           | "One Nation - Trance Nation (Extended Version)"                                                            | 5:12  |
| Total längd: | Total längd:                                                                                               | 17:01 |

#### 12" vinylsingel
| Nr           | Titel | Längd |
| ------------ | --- | ----- |
| 1.           | "One Nation - Trance Nation (Skynet Vs Ground Zero Trancenation Remix)" (Remix av Ground Zero och Skynet UK) | 8:34  |
| 2.           | "One Nation - Trance Nation (Extended Version)"                                                              | 5:12  |
| 3.           | "One Nation - Trance Nation (Radio Edit)"                                                                    | 3:15  |
| Total längd: | Total längd:                                                                                                 | 17:01 |

## Topplistor
| Lista                       | Topplacering |
| --------------------------- | ------------ |
| Sverige (Sverigetopplistan) | 30           |